# VH-92 (航空機)
VH-92 ペトリオット
- 用途：要人輸送ヘリコプター
- 製造者：シコルスキー・エアクラフト/ロッキード・マーティン
- 運用者： アメリカ合衆国（アメリカ海兵隊）
- 初飛行：2017年7月28日[1]
- 生産数：23機[2]
- 運用状況：運用中
- 原型機：S-92

VH-92 ペトリオット（英語: VH-92 Patriot）とは、シコルスキー・エアクラフトが開発したS-92をベースとして、ロッキード・マーティンと共同で開発した、アメリカ海兵隊のマリーンワン（アメリカ合衆国大統領専用機）用ヘリコプターである。VH-3DおよびVH-60Nプレジデントホークの後継である。

## 概要
シコルスキーはS-92の派生型であるVH-92ペトリオットをアメリカ合衆国大統領専用ヘリコプター(マリーンワン)の後継計画、VXX(シコルスキー VH-3D シーキングおよびVH-60N ホワイトホークの後継）に参加させたが、ロッキード・マーティン VH-71 ケストレルに敗れた。しかし、VH-71の開発費が膨らんだため、2010年に再入札が行われ、シコルスキーは2010年4月にVH-92を再提出することができた。 2013年半ばまでに、他の航空機メーカーはすべて入札から脱落し、シコルスキーだけが残った。
2014年5月7日、VH-92が再開されたVXXを勝ち抜いたことが発表された。2014年5月、シコルスキーは12億4,000万米ドルの契約を獲得し、エグゼクティブインテリアと、三重電源や冗長飛行制御を含む軍事任務支援システムを装備したVH-92を生産した。VH-92Aと命名された6機は、2017年に米海軍によって発注された。2015年度のプログラム総費用は、23機のヘリコプターに対して47億1,800万ドルであり、1機あたりの平均コストは2億500万ドルである。 2016年7月、設計は予備設計テストに合格し、生産が許可された。

## 運用
2017年7月28日、最初のVH-92Aは、シコルスキーのコネチカット州ストラットフォードの施設で初飛行を行った。2018年9月22日、VH-92は、マリーンワンに使用されるスポットで離着陸テストのためにホワイトハウスに飛行した。
2021年11月下旬、アメリカ合衆国国防総省の当局者は、この航空機が「信頼性、可用性、整備性のしきい値要件を満たしていない」と指摘し、試験飛行中に排気や燃料漏れで着陸帯を損傷させたと指摘した。VH-92はまだVIPを運ぶ任務に就いていなかった。
2021年12月28日、VH-92は初期作戦能力（IOC）を獲得した。しかし、2022年に「ペトリオット」と命名された本機は、暗号化された通信システムの問題のため、大統領や副大統領を運ぶことができなかった。またホワイトハウス南にある芝生のヘリポートの芝生をエンジンが焼くという問題もあったため、同ヘリポートへの離着陸が禁止された。
2024年8月19日、VH-92Aは初めてバイデン大統領を乗せて「マリーンワン」となった。ただ暗号化通信の問題については解決したものの、芝生を焼く問題については不明とされているため、完全に大統領専用ヘリがVH-92Aに置き換わるのはまだ先になる可能性がある。

## 派生型
VH-92A ペトリオット
2024年8月までに全23機が納入された。
CH-92A
訓練用に2機が計画されている。